# TrygFonden Kystlivredning
TrygFonden Kystlivredning er navnet på den kystlivredningstjeneste, som hvert år stiller livreddere og livredningsmateriel til rådighed på strande rundt om i Danmark, med det formål at forbedre sikkerheden på de danske badestrande og havnebade. TrygFonden Kystlivredning har eksisteret siden 1998 og er et ikke-kommercielt samarbejde mellem TrygFonden og Dansk Svømmeunion. I starten hed tjenesten Tryg på stranden, men skiftede i 2007 navn til TrygFonden Kystlivredning. Hver sommer er der ca. 200 livreddere fra TrygFonden Kystlivredning fordelt på 36 strande og havnebade. Livredderne er uddannet efter standarder, der er certificeret af det internationale livredningsforbund International Life Saving Federation (ILS). TrygFonden Kystlivredning stiller desuden redningskranse til rådighed ved badesteder, havne og søer. I dag hænger der omkring 5.000 redningskranse rundt om i landet. 
I 2013 gennemførte livredderne 49.644 aktioner, hvoraf 26 betragtes som livreddende. Livreddere fra TrygFondens LivredderPatrulje tager hver sommer rundt i landet og viser strandgæsterne, hvordan man bjerger en nødstedt, demonstrerer livreddende førstehjælp og oplyser om sikker færdsel på stranden. TrygFonden driver desuden, sammen med Dansk Svømmeunion, hjemmesiden www.respektforvand.dk, der handler om sikkerhed i og omkring vand. Hjemmesiden oplyser bl.a. om baderåd, livreddertårnenes placeringer og gode råd om revlehuller (hestehuller) i vandet. 

## Årlig druknestatistik
TrygFonden udarbejder årligt en druknestatistik i samarbejde med Statens Institut for Folkesundhed. Statistikken fortæller hvor, hvorfor og hvordan drukneulykker sker, og hvem der drukner.
Svømmeren Lotte Friis er ambassadør for TrygFonden Kystlivredning.